# Mönchskegel
Der Mönchskegel oder die Mönchs-Kegelschnecke (Conus monachus) ist eine Schnecke aus der Familie der Kegelschnecken (Gattung Conus), die im Indopazifik verbreitet ist und sich von Fischen ernährt.

## Merkmale
Conus monachus trägt ein mittelgroßes, mäßig festes Schneckenhaus, das bei ausgewachsenen Schnecken 3,5 bis 7 cm Länge erreicht. Der Körperumgang ist bauchig kegelförmig, der Umriss wechselnd konvex. Die Gehäusemündung ist an der Basis breiter als an der Schulter. Die Schulter ist gewinkelt, manchmal nur schwach. Das Gewinde ist niedrig bis mittelhoch, sein Umriss gerade bis leicht konkav. Der Protoconch hat zweieinhalb bis drei Umgänge. Die ungefähr 4 bis 5 ersten Umgänge des Teleoconchs sind mit schwachen Tuberkeln besetzt. Die Nahtrampen des Teleoconchs sind flach bis leicht konkav mit 1 bis 2 auf 4 bis 6 zunehmenden spiraligen Rillen, die in den späteren Umgängen nur schwach ausgeprägt sind. Der Körperumgang ist im Viertel bis Drittel an der Basis mit in recht großen Abständen spiralig verlaufenden, bisweilen körnigen Rippen überzogen.
Die Grundfarbe des Gehäuses ist weiß und mit verschiedenen blaugrauen bis beigefarbenen Schattierungen unterlegt. Der Körperumgang hat ein nebeliges Muster grünlich-grauer bis schwärzlich-brauner axialer Flammen, Wolken und Flecken, die sich oft zu einem groben, unregelmäßigen Netzwerk vereinigen. Beiderseits der Mitte sind die axialen Zeichnungen dichter und durch eine unterlegte grünlich-beigefarbene bis dunkelgelbe spiralige Bande hervorgehoben, wobei unterhalb der Schulter oft noch eine weitere, blassere Bande verläuft. Der gesamte Körperumgang oder auch nur der Bereich an der Basis ist mit spiralig verlaufenden Reihen brauner Punkte und Striche mit oder ohne dazwischen liegenden weißen Strichen überzogen. Die Umgänge des Protoconchs sind braun. Die Nahtrampen des Teleoconchs sind stark mit dunkelbraunen radialen Zeichnungen befleckt, manchmal mit Punkten in regelmäßigen Abständen an beiden Rändern der Rampe. Die Gehäusemündung ist bläulich-weiß.

## Verbreitung und Lebensraum
Conus monachus ist im Indopazifik von Indonesien bis zu den Philippinen und Melanesien verbreitet. Er lebt knapp unterhalb der Gezeitenzone auf Sand, schlammigem Sand und Schlamm.

## Entwicklungszyklus
Wie alle Kegelschnecken ist Conus monachus getrenntgeschlechtlich, und das Männchen begattet das Weibchen mit seinem Penis. Die Eier in den Eikapseln entwickeln sich zu Veliger-Larven, die zunächst als Plankton frei schwimmen, bevor sie niedersinken und zu kriechenden Schnecken metamorphosieren.

## Ernährung
Conus monachus frisst Fische, die er mit seinen giftigen Radulazähnen harpuniert.